# Lado Gudiašvili
Lado Gudiašvili (gruzínsky ლადო გუდიაშვილი, 18. března 1896 Tbilisi – 20. července 1980 Tbilisi) byl gruzínský malíř, ilustrátor a divadelní i filmový výtvarník. Narodil se v rodině železničáře a umění studoval v Tbilisi v letech 1910 až 1914, kde jeho výtvarný projev ovlivnil Niko Pirosmani. Ve studiích pokračoval v Paříži, kde pobýval v letech 1919 až 1926. Po návratu učil na tbiliské umělecké akademii až do roku 1946, kdy byl vyhozen z práce a z komunistické strany za to, že vymaloval tbiliský kostel Kašveti.